# Муловідділювач

Схема шестиступеневої системи очищення необважченої промивальної рідини (у схемі не показаний дегазатор)
1 — свердловина; 2 — шламовловлювач; 3 — вібросито; 4; 6 — шламовий насос; 5 — пісковідділювач; 7 — муловідділювач; 8 — погружний насос з гвинтоподібним шнеком; 9 — центрифуга; 10; 11; 12; 13 — ємність; 14 — буровий насос

Муловідділювач — пристрій, що служить для очистки необважненої промивної рідини від частинок вибуреної породи розміром більше (0,04÷0,05) мм.

## Загальний опис
Муловідділювач входить до складу циркуляційної системи і використовується як четвертий ступінь — після шламовловлювача, вібросита та пісковідділювача.
Муловідділювач (рис.) складається з шістнадцяти або більшої кількості гідроциклонів, розміщених порівну у два ряди, напірного і зливного колекторів, основи, на якій кріпляться всі вузли з шламозбірником. Напірний колектор служить для підведення й розподілення промивальної рідини в гідроциклони. У верхній частині напірного колектора розміщений манометр, захищений мембраною.
У напірний колектор під тиском (0,3÷0,4) МПа насосом подається промивальна рідина, яка пройшла попередню очистку на пісковідділювачі. В інерційному полі гідроциклонів промивальна рідина додатково очищається від тонкодисперсного шламу і зливається в ємність циркуляційної системи через зливний колектор, а пульпа з шламом через нижню насадку збирається у шламозбірнику і потім скидається в шламовий амбар.

## Умови ефективної роботи піско- і муловідділювачів
- 1. Ефективно робота у гідроциклонних установках спостерігається лише тоді, коли необважнена промивальна рідина має мінімальні в'язкість Т ≈ (2530 с) і густину ρ  (10701100) кг/м3.

Воду для розбавлення промивальної рідини, з метою зниження її структурно-механічних властивостей, вводять до очищення у піско- та муловідділювачі.
- 2. Ефективність роботи пісковідділювача та муловідділювача значною мірою залежить від тиску рідини перед гідроциклонами. Зниження тиску менше 0,2 МПа недопустиме через значне погіршення роботи гідроциклонів і збільшення втрат рідини. Збільшення робочого тиску більше 0,35 МПа призводить до швидкого зносу гідроциклонів і незначного погіршення очистки промивальної рідини.
- 3. Необхідно враховувати важливість своєчасного введення в роботу нижнього ступеня очистки. При непрацюючому віброситі насадки пісковідділювача та муловідділювача будуть забиватися шламом і вся система не працюватиме. При непрацюючому пісковідділювачі муловідділювач працює в режимі пісковідділювача, що не забезпечує якісної очистки промивальної рідини від шламу й може стати причиною частого зашламовування піскових насадок. Пісковідділювач і муловідділювач можна відключати у таких випадках: — вихід пульпи із незабитих піскових насадок закінчився, тобто розмір частинок шламу менше 0,03 мм; — густина промивальної рідини менша проектної.
- 4. Оптимальна робота гідроциклонних установок досягається тоді, коли: — густина пульпи більша за густину очищеної рідини для пісковідділювача на (400÷500) кг/м3, а для муловідділювача на (200÷350) кг/м3; — втрати рідини із шламом не перевищують для пісковідділювача — 5 %, для муловідділювача — 3 %; — пульпа, яка виходить з піскових насадок, має форму «парасольки».